# Heimioporus alveolatus
Heimioporus alveolatus är en svampart som först beskrevs av R. Heim & Perr.-Bertr., och fick sitt nu gällande namn av E. Horak 2004. Heimioporus alveolatus ingår i släktet Heimioporus och familjen Boletaceae.   Inga underarter finns listade i Catalogue of Life.